# III koncert fortepianowy (KV 40)
III Koncert fortepianowy D-dur (KV 40) − dzieło stworzył W.A. Mozart. Skomponowane w lipcu 1767 roku w Salzburgu.

## CzęściKoncertu
1. Allegro maestoso (około 5 minut)
2. Andante (około 4 minut)
3. Presto (około 4 minut)